# Louis Rossi
Louis Rossi (Le Mans, 1989. június 23. –) francia motorversenyző, legutóbb a MotoGP 125 köbcentiméteres géposztályában versenyzett.
A világbajnokságon 2007-ben mutatkozott be, ekkor egy futamon indult. 2008-ban már tizenkét versenyen vett részt, pontot azonban ezeken sem sikerült szereznie. Első pontjait 2010-ben szerezte egy tizennegyedik hellyel.

## Teljes MotoGP-eredménylistája
(Táblázat értelmezése)

(Félkövér: pole-pozícióból indult; dőlt: leggyorsabb kört futott) 

| Év   | Géposztály | Csapat  | 1      | 2      | 3       | 4      | 5      | 6      | 7      | 8      | 9      | 10     | 11     | 12     | 13     | 14     | 15     | 16     | 17     | Poz. | Pont |
| ---- | ---------- | ------- | ------ | ------ | ------- | ------ | ------ | ------ | ------ | ------ | ------ | ------ | ------ | ------ | ------ | ------ | ------ | ------ | ------ | ---- | ---- |
| 2007 | 125 cm³    | Honda   | QAT    | SPA    | TUR     | CHN    | FRA    | ITA    | CAT    | GBR    | NED    | GER    | CZE    | SMR    | POR 24 | JPN    | AUS    | MAL    | VAL    | -    | -    |
| 2008 | 125 cm³    | Honda   | QAT 25 | SPA 24 | POR Sér | CHN 18 | FRA 19 | ITA 32 | CAT 25 | GBR 23 | NED 24 | GER 21 | CZE 29 | SMR 23 | IND    | JPN    | AUS    | MAL    | VAL 23 | -    | -    |
| 2010 | 125 cm³    | Aprilia | QAT 17 | SPA Ki | FRA 21  | ITA Ki | GBR 19 | NED 19 | CAT 17 | GER Ki | CZE 14 | IND Ki | SMR 19 | ARA Ki | JPN 18 | MAL 17 | AUS 17 | POR Ki | VAL Ki | 28.  | 2    |